# Clube Atlético Taboão da Serra
Clube Atlético Taboão da Serra, kortweg Taboão da Serra, is een Braziliaanse voetbalclub uit Taboão da Serra, São Paulo.

## Geschiedenis
De club werd opgericht op 12 december 1985. Taboão da Serra won de Campeonato Paulista Série B2 in 2004 en de Campeonato Paulista Segunda Divisão in 2010.

## Erelijst
- Campeonato Paulista Segunda Divisão:
  - Winnaars (1): 2010
- Campeonato Paulista Série B2:
  - Winnaars (1): 2004

## Bekende spelers
- Adriano Gabiru
- Edílson Capetinha
- Túlio Maravilha
- Tuta
- Viola
- Sérgio Luís de Araújo
- Fabrício Carvalho
- Deola
- Weldon Santos de Andrade
- Carlinhos Bala
- Álvaro Luiz Maior de Aquino
- Lúcio Carlos Cajueiro Souza
- Somália
- André Luís Garcia
- Alberto Martín Acosta
- Diego de Souza Gama Silva

## Stadion
Clube Atlético Taboão da Serra speelt de thuiswedstrijden in Estádio Municipal Vereador José Ferez. Het stadion heeft een maximale capaciteit van 10.000 mensen.